# Чемпионат Германии по футболу 1906/1907
Чемпионат Германии по футболу 1906/1907 — 5-й розыгрыш Чемпионата Германии по футболу (нем. Deutsche Fußballmeisterschaft). Турнир начался 21 апреля 1907 года, а финал состоялся 19 мая 1907 года. Победителями стала команда «Фрайбургер».
В чемпионате участвовало 6 команд: «Лейпциг», «Виктория» Гамбург, «Виктория 89» Берлин, «Фрайбургер», «Шлезиен» Бреслау, «Дюссельдорфер 99».

## Предварительный раунд
| «Виктория 89» Берлин | 2:1 | «Шлезиен» Бреслау |
| -------------------- | --- | ----------------- |
|                      |     |                   |

| «Виктория» Гамбург | 8:1 | «Дюссельдорфер 99» |
| ------------------ | --- | ------------------ |
|                    |     |                    |

## 1/2 финала
| «Виктория 89» Берлин | 4:1 | «Виктория» Гамбург |
| -------------------- | --- | ------------------ |
|                      |     |                    |

| «Фрайбургер» | 3:2 | Лейпциг |
| ------------ | --- | ------- |
|              |     |         |

## Финал
| «Фрайбургер» | 3:1 | «Виктория 89» Берлин |
| ------------ | --- | -------------------- |
|              |     |                      |